# Еврика
Е́врика (дав.-гр. εὕρηκα або ηὕρηκα, букв. «знайшов!») — вигук, що його приписують грецькому вченому Архімеду, коли він відкрив основний закон гідростатики. Уживається для вираження радості, задоволення з приводу якого-небудь відкриття, виникнення вдалої думки і т. ін.
З 1963 року — офіційний девіз американського штату Каліфорнія.

## Архімед

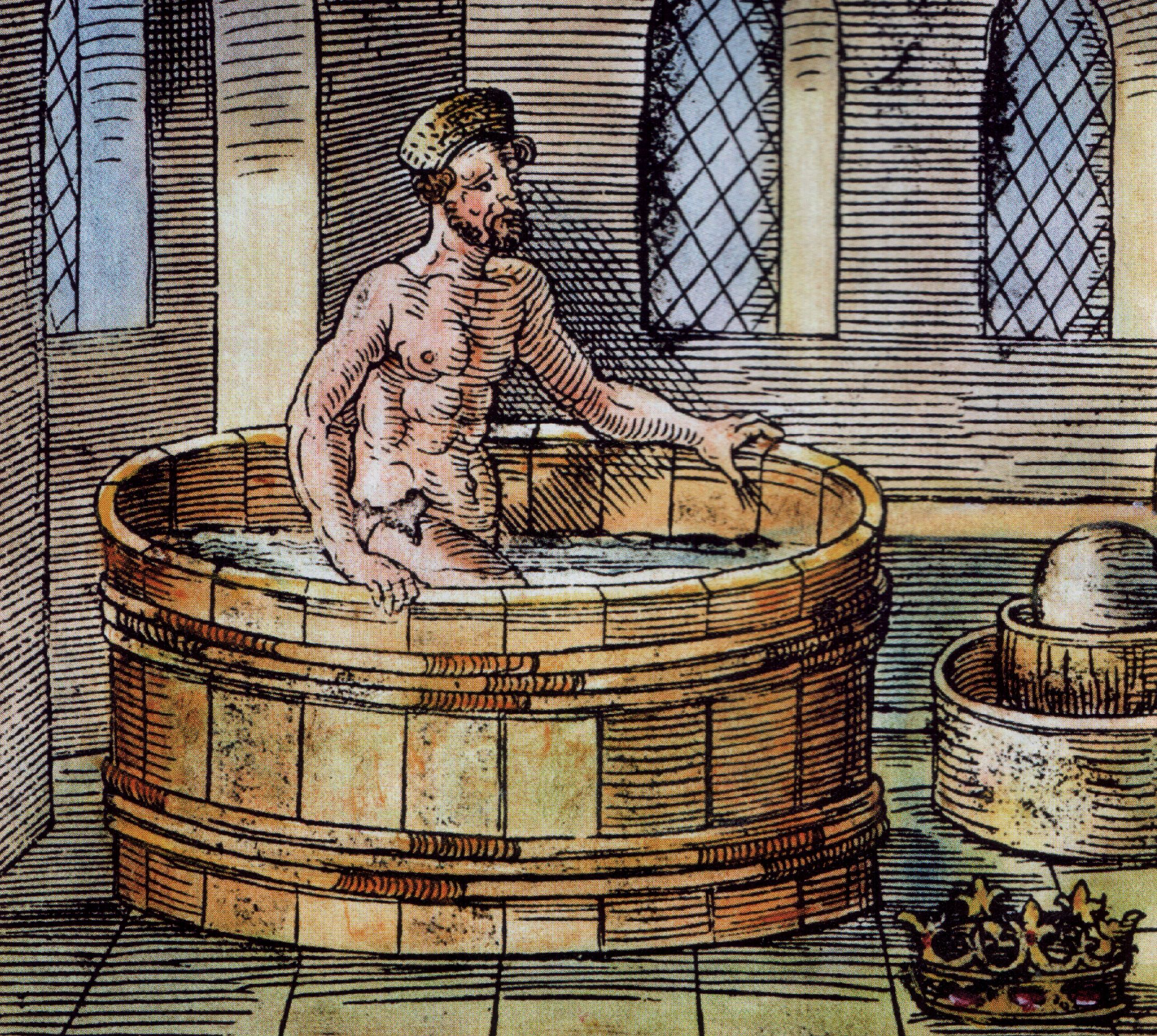
Ілюстрація часів 16-го століття Архімеда у ванні, разом із короною царя Гієрона в правому нижньому куті

Вигук «Еврика!» відомий завдяки давньогрецькому філософу Архімеду. Описується, що він вигукнув «Еврика! Еврика!» (двічі) після того, як ступив у ванну і звернув увагу, що рівень води піднявся, після чого він раптом зрозумів, що об'єм води, що витісняється, повинен дорівнювати об'єму частини тіла, яку він в неї занурив. Він зрозумів, що таким чином можна точно виміряти об'єм нерівних об'єктів, що раніше було невирішеною задачею. За його словами, йому так не терпілося поділитися своїм відкриттям, що він вистрибнув із ванни і побіг по вулицях Сіракузи голяком.
Архімедове прозріння дозволило знайти рішення задачі, поставленої Гієроном із Сіракуз, щодо того, як оцінити чистоту золотої корони, що мала складну форму; для її створення він дав своєму ювеліру чисте золото, і правдиво запідозрив, що був обманутий ним, оскільки той замінив частину золота на срібло тієї ж ваги. Обладнання для зважування предметів з деякою мірою точності вже існувало, а тоді, коли Архімед зміг виміряти об'єм, їх співвідношення дозволило отримати густину, що стало правдивим показником чистоти, оскільки густина золота приблизно вдвічі більша за густину срібла.
Ця історія в письмовому вигляді вперше з'явилася у книгах Вітрувія про архітектуру, на два століття пізніше, ніж ця подія, за припущенням, відбулася. Деякі вчені сумніваються в правдивості цієї розповіді, стверджуючи, що такий метод потребував би точних вимірювань, які було важко здійснити в той час.